# 최현종
최현종(1985년 8월 5일 ~ )은 우리 히어로즈에서 뛰었던 전 야구선수다. 광주제일고등학교를 졸업한 후 현대 유니콘스의 지명을 받아 입단했다. 9시즌 동안의 선수 생활 중 2008시즌에만 1군 경기에서 뛴 전력이 있으며, 당시 18경기에서 0.125의 타율을 기록했다. 현재 퓨처스리그 심판을 맡고 있다.

## 등번호
- 4 (2004~2005)
- 46 (2008)
- 14 (2009~2011)
- 49 (2012)

## 같이 보기
- 2008년 우리 히어로즈 / 히어로즈 시즌